# Social Business
Social Business oder Sozialunternehmen ist ein wirtschaftliches Konzept, das oft auf den Friedensnobelpreisträger Muhammad Yunus zurückgeführt wird. In dem Bereich tätige Unternehmen sollen soziale und ökologische gesellschaftliche Probleme lösen. Das Konzept soll den Kapitalismus zukunftsfähig machen.
Der Begriff Social Business wird darüber hinaus von IBM geprägt und beschreibt die zunehmende Nutzung von Sozialer Software in Unternehmen, um diese sowohl intern als auch nach extern stärker mit Mitarbeitern, Partnern und Kunden zu vernetzen.

## Definition
Social Businesses unterscheiden sich von üblichen Unternehmen durch zwei Merkmale:
1. Ihre Zweckbestimmung ist ausschließlich auf die Lösung wichtiger sozialer Probleme ausgerichtet.
2. Bei Social Business verzichten die Investoren auf spekulative Gewinne.[4][5]

Im Unterschied zu sozialen Projekten mit gleicher inhaltlicher Zielsetzung arbeiten Social Businesses wie herkömmliche Unternehmen. Der Gewinn verbleibt jedoch größtenteils im Unternehmen und die Dividende wird fallbegrenzt und dient der Ausweitung der Dienstleistung durch das Wachstum des Unternehmens. Finanzierungsquellen sind Investoren, die eine ‚double bottom line’ Rendite mit ihren Investitionen erzielen wollen.
Grundsätzlich können sich Social Businesses aus drei Richtungen entwickeln: einerseits aus dem Bereich der Stiftungen und Non-Government Organisationen (NGOs), die zunächst mit Teilprojekten Eigenmittel erwirtschaften und dann zunehmend versuchen, ihre sozialen Aktivitäten auf wirtschaftlich nachhaltige Beine zu stellen. Andererseits beginnen Unternehmen oft mit Corporate-Social-Responsibility-Projekten, verknüpfen solche Tätigkeiten dann mit ihren eigenen Kernkompetenzen und setzen soziale Aspekte irgendwann auch im eigenen Unternehmen um. Beide Entwicklungen können in ein Social Business münden, wenn soziale und wirtschaftliche Ziele gleichermaßen verfolgt werden. Daneben finden auch Neugründungen von Social Businesses statt, die keine Ausgründungen aus bestehenden Organisationen sind. Hierfür wird der Begriff des Social Entrepreneurship verwendet.
Ein verwandtes wirtschaftswissenschaftliches Konzept ist der Base-of-the-Pyramid-Ansatz. Er beschreibt Geschäftsmodelle und Ansätze zur erfolgreichen Einbindung bisher weitgehend vernachlässigter armer Bevölkerungsschichten in unternehmerische Wertschöpfungsketten. Grundgedanke ist, dass sich auf diese Weise die Verfolgung unternehmerischer Chancen zielgerecht mit dem Bemühen langfristiger Armutsbekämpfung verbinden lässt.

## Zielsetzung
Bei der Zielsetzung von Social Businesses muss man zwischen direkten und indirekten Zielen unterscheiden:
- Direkte Ziele: Tätigkeitsbereiche für Social Business in Entwicklungs- und Schwellenländern. Sei es das Beispiel der Mikrofinanzbanken, seien es selbstfinanzierte Bildungs- oder Gesundheitsprogramme. Prinzipiell lässt sich jedes Produkt und jede Dienstleistung, deren Wert zumindest teilweise messbar ist, auch als Social Business gestalten.

In modernen Industrienationen sind soziale Probleme anderer Natur. Insbesondere in Europa sorgt in der Regel der Staat dafür, dass niemand hungern muss. Zielgruppen für Mikrofinanzen sind hier Menschen, denen das Geld für eine spezielle Ausbildung fehlt, um ihren Wunschberuf ergreifen zu können. Bildungsangebote verbessern das ohnehin vorhandene flächendeckende System an seinen Schwachstellen. Gesundheitsförderung besteht zum Beispiel darin, Forschungen für vernachlässigte Krankheiten zu unterstützen. Kritiker wenden ein, dass Gelder für Social Business (wie auch Charity) besser in die existenziellen Probleme der Dritten Welt investiert werden sollten.
- Indirekte Ziele: Neben der direkten Lösung gesellschaftlicher Probleme haben Social Businesses oft die Intensivierung des individuellen, gemeinschaftlichen und gesellschaftlichen Fortschritts als Ziel. Damit tragen Social Businesses der Tatsache Rechnung, dass Menschen nicht eindimensional, sondern vielmehr multidimensional sind und sie sich zu bestimmten Organisationsformen zusammenschließen, die nicht nur der Profitmaximierung dienen.[8]

## Finanzierung
Viele Social Businesses waren ursprünglich klassische Non-Government Organisationen (NGOs), die zunächst einzelne Projekte zur Erzielung eigener Umsätze gründeten und sich nach und nach zu Social Businesses entwickelten. Von Seiten großer Unternehmen und Konzerne finden sich bis dato wenige Entwicklungen von Corporate Social Responsibility (CSR) hin zu Social Business. Mehrheitlich findet derartiges Engagement noch in Kooperation mit NGOs statt.
Am Anfang der Social-Business-Bewegung stehen Modelle mit zwei Organisationen, wobei eine NGO ein Tochterunternehmen besitzt, das die Gewinne erwirtschaftet, welche die sozialen Ziele der NGO finanzieren. Das Geschäftsmodell der for-profit-Tochter hat nicht zwingend einen positiven ‚Social Impact’. Solche Strukturen werden als ‚Separate-Bottom-Line-Modelle’ bezeichnet.
Wenn ein Projekt oder Unternehmen ganzheitlich ein Social Business sein soll, bezeichnet man dies als ‚integriertes Business’ bzw. ‚Double-Bottom-Line-Model’ (im Falle von zusätzlich ökologischer ‚Rendite’ natürlich von ‚Triple-Bottom-Line-Model’). Hier muss allerdings eine Unterscheidung nach Marktreife unternommen werden:
- Ein Social Business betritt zunächst einen Markt, dessen Kunden noch keine Notwendigkeit für soziale Belange sehen oder aber keine Zahlungsbereitschaft dafür aufbringen. Daher muss ein Kompromiss zwischen ‚Social Impact’ und finanziellem Erfolg (Gewinn) gefunden werden (‚Trade-off’ bzw. ‚Kompromissmodell’).

- Wenn der Markt eine ‚soziale Reife’ erlangt hat, sind Kunden auch bereit, ein Premium für den sozialen Mehrwert zu bezahlen, sofern die Qualität der Produkte gleichbleibend ist. Das Geschäftsmodell hat dann nicht nur einen direkten sozialen Impact, sondern dessen Erzeugung korreliert sogar (je nach Marktreife zunehmend) mit der Höhe der Gewinne (‚Win-Win-Modell’).[10]

Dabei ist zu berücksichtigen, dass sozialverträgliches Wirtschaften in den meisten Fällen mit höheren Kosten verbunden ist. Zum einen kann das daran liegen, dass neue Produktionsverfahren noch nicht ausgereift sind – erst im Laufe der Zeit lassen sich Effizienzen erzielen, wie sie die konventionelle Konkurrenz durch jahrelangen Vorsprung längst erreicht hat. Zum anderen sind die konventionell hergestellten Produkte jedoch auch deswegen billiger, weil die Folgekosten ihrer Produktion durch die Gesellschaft getragen werden (also nicht im Preis berücksichtigt, sondern externe Kosten werden). Sozialgerechtes Wirtschaften vermeidet solche Folgekosten – meist, indem höhere Kosten bei der Produktion in Kauf genommen werden (Internalisierung).
Eine Finanzierungsquelle für Social Businesses in Gründungs-, Wachstums- und Aufbauphasen können Soziale Beteiligungsgesellschaften sein. Diese vergeben nach strengen Investitionskriterien sogenanntes Soziales Risikokapital an Unternehmen, welche das Double Bottom Line Model verfolgen. Zu den bedeutendsten institutionalisierten Social Investors dieser Art gehören im internationalen Raum die LGT Venture Philanthropy und der Social Venture Fund sowie im deutschsprachigen Raum die BonVenture Gruppe.
Seit 2010 gibt es in Deutschland von Seiten der Bundesregierung die Bemühung, Social Business zu fördern. In Zusammenarbeit mit dem Bundesfamilienministerium bietet die KfW Bankengruppe seit dem 1. Januar 2012 ein Finanzierungsprogramm für Sozialunternehmen an.

## Social Business und Politik
Indem durch unternehmerische Ansätze soziale Problemstellungen nachhaltig bearbeitet werden, ergeben sich Schnittmengen und Reibungspunkte mit der Politik. Sowohl die Verfügung über Ressourcen als auch erwiesene Problemlösungskompetenz bilden Machtfaktoren. Gerade im Bereich der Entwicklungszusammenarbeit werden durch neue Ansätze des Social Business oft bestehende Machtverhältnisse verschoben, was zu Verteilungs-Konflikten führen kann. Auch der Vordenker Muhammad Yunus muss sich in letzter Zeit zahlreichen Konflikten sowohl in seinen Unternehmen als auch mit der lokalen Politik stellen.
In einem westlichen Wohlfahrtsstaat wie z. B. der Bundesrepublik Deutschland trifft das Engagement des Social Business auf die Wohlfahrtsverbände, deren Monopolstellung erst langsam durch Prinzipien der Subsidiarität aufgelöst wird. Die ohnehin schrumpfende Zuweisung öffentlicher Mittel im Dritten Sektor fördert den Wettbewerb. Mit dem Social Business dringt eine marktwirtschaftliche Orientierung vor. Dabei wachsen einerseits die Gefahren einer einseitigen Fokussierung auf Kosten, da bislang geeignete Mittel zur vergleichbaren Messung des Erfolges sozialer Initiativen fehlen. Gleichwohl ergibt sich aus dem Social Business für die Politik ein Experimentierfeld für unternehmerisches Handeln im Licht einer Öffentlichkeit, die Impulse für neuartige Lösungsansätze sozialer Probleme sucht. Unter marktwirtschaftlichen Bedingungen entwickeln sich sowohl das Social Business als auch der klassische Dritte Sektor im Sinne einer Ökonomie der Aufmerksamkeit.

## Belege
1. ↑  Muhammad Yunus on Social Business. (Memento vom 1. September 2008 im Internet Archive) Stand 19. November 2008.
2. ↑  Berliner Erklärung zu „New Deal for Sustainability“. 10. November 2008.
3. ↑  IBM: Social Business. (Memento vom 30. November 2012 im Internet Archive)
4. ↑  Muhammad Yunus: Creating a World Without Poverty: Social Business and the Future of Capitalism. 2008
Muhammad Yunus: Social Business Entrepreneurs Are the Solution. (Memento vom 22. August 2008 im Internet Archive) Stand 19. November 2008 - Archivversion 22. August 2008.
5. ↑  Muhammad Yunus: Building Social Business: Capitalism That Can Serve Humanity's Most Pressing Needs. New York 2010, S. 13.
6. ↑  Die neue Generation der Gründer ist im Anmarsch. In: Handelsblatt. 7. Juli 2012.
7. ↑  R. Hahn: Multinationale Unternehmen und die 'Base of the Pyramid' – Neue Perspektiven von Corporate Citizenship und Nachhaltiger Entwicklung. Gabler, Wiesbaden 2009, ISBN 978-3-8349-1643-3.
8. ↑  Muhammad Yunus: Social Business Entrepreneurs Are the Solution. (Memento vom 11. Oktober 2011 im Internet Archive) Stand 19. November 2008.
9. ↑  Grameen Danone Foods Limited : A Unique Model of Social Business Enterprise. (Memento vom 9. Juni 2008 im Internet Archive) 3. Juli 2007.
10. ↑  Understanding Social Enterprise: Theory and Practice. (Memento vom 8. Juni 2008 im Internet Archive) auf: www.nextbillion.net, 19. November 2008.
11. ↑  European-Venture-Philanthropy-Association Stand: 3. Mai 2012.
12. ↑  Thomas Friemel: Ein großer Schritt". Ab 2012 fördert die Bundesregierung Sozialunternehmer. In: enorm. Wirtschaft für den Menschen. 04/2011, S. 38.